# Giammarco Frezza
Giammarco Frezza (Roma, 12 settembre 1975) è un allenatore di calcio ed ex calciatore italiano, di ruolo centrocampista, tecnico in seconda del Fidelis Andria.

## Carriera

### Club
Conta 8 presenze ed una rete in Serie A con il Torino e varie stagioni in Serie B sempre con Torino e poi con Palermo, Savoia, Treviso, Chievo, Fidelis Andria, Salernitana e Pescara. Nell'estate del 2009 passa al Potenza, mentre nel 2010 al Barletta.
Il 14 luglio 2011 viene aggregato al ritiro dell'Andria per un periodo di prova, quindi il 7 ottobre 2011 firma per la Fortis Trani dopo essere rimasto svincolato.
Nel 2012 passa al Canosa, in Prima Categoria.
Nella stagione 2012-2013 passa al Real Bat in Promozione.
Dopo essersi ritirato viene convinto dal progetto dalla Virtus Andria neopromossa in Prima Categoria. Con i biancoazzurri disputa due stagioni (2016-2017 e 2017-2018) collezionando complessivamente 45 presenze e mettendo a segno 4 reti.
Dal febbraio 2024 è allenatore in seconda per la Fidelis Andria.

### Nazionale
Nel 1997 ha giocato una partita con la nazionale Under-21.

## Palmarès

### Club

#### Competizioni nazionali
- Serie C1: 1

Fidelis Andria: 1996-1997 (girone B)